# Needles
Needles ist ein Ort im US-Bundesstaat Kalifornien. Das U.S. Census Bureau hat bei der Volkszählung 2020 eine Einwohnerzahl von 4.931 ermittelt. Das Stadtgebiet umfasst eine Fläche von 78,2 Quadratkilometern. Der Ort befindet sich am östlichen Ende des San Bernardino County unweit der Grenze zum Bundesstaat Arizona.

## Geschichte
Die Stadt wurde 1883 gegründet, als eine Eisenbahnlinie erbaut wurde, die an dieser Stelle den Colorado River kreuzt. Die Route 66 führt ebenfalls durch die Stadt. Die Stadt ist für extreme Hitze im Sommer bekannt, die Temperaturen erreichen im Sommer regelmäßig 49 Grad Celsius. Am 17. Juli 2005 wurden 51,6 Grad Celsius gemessen.

## Demographie
Bei der Volkszählung aus dem Jahr 2010 hatte Needles 4844 Einwohner, die sich auf 1940 Haushalte und 1268 Familien verteilten. Die Bevölkerungsdichte betrug somit 62,6 Einwohner je Quadratkilometer. 77,87 Prozent der Bevölkerung waren weiß, sieben Prozent indianisch. In 31,2 Prozent der Haushalte lebten Kinder unter 18 Jahren. Das Durchschnittseinkommen betrug 26.108 US-Dollar jährlich pro Haushalt, wobei 26,1 Prozent der Bevölkerung unterhalb der Armutsgrenze lebten.